# Kiyotaka Matsui
Kiyotaka Matsui (Prefettura di Osaka, 4 gennaio 1961) è un ex calciatore giapponese, di ruolo portiere.